# Bowser's Fury
Bowser's Fury es un juego de plataformas de 2021 desarrollado y publicado por Nintendo para la Nintendo Switch. Se trata de una entrega original de plataformas 3D de la serie Super Mario y un título derivado que deriva mecánicamente de Super Mario 3D World (2013). La historia del juego gira en torno a Mario, quien, a regañadientes, ayuda a Bowser Jr. en una serie de islas felinas que rodean el lago Lapcat, las cuales están siendo aterrorizadas por una versión mejorada de su enemigo Bowser, llamado Bowser Fury, tras ser transformado por un misterioso lodo negro que también ha envuelto las diversas regiones insulares.
La jugabilidad de Bowser's Fury se aleja de la estructura lineal de 3D World a favor de un mundo sandbox abierto que abarca las islas del lago Lapcat, asumiendo varios elementos de diseño de las entradas 3D no lineales de Mario, Super Mario 64 (1996), Super Mario Sunshine (2002) y Super Mario Odyssey (2017). El jugador controla a Mario con el objetivo de recolectar Cat Shines completando desafíos de plataformas mientras recorre las zonas de la isla. A diferencia de los anteriores juegos sandbox de Mario, Lake Lapcat es un mundo integrado que se puede recorrer a pie o con Plessie, el dinosaurio compañero de Mario, en el agua. Fury Bowser se despertará momentáneamente y arrojará oscuridad sobre el mundo durante la actividad del jugador, lo que los obligará a cubrirse hasta que se restablezca el amanecer o enfrentarlo directamente con el uso de Cat Shines para transformar a Mario en una figura de tamaño similar, involucrando a Bowser en batallas similares a kaijū.
Bowser's Fury fue desarrollado principalmente por Nintendo EPD. El título se anunció en conmemoración del 35.º aniversario de Super Mario Bros. en septiembre de 2020 y se lanzó el 12 de febrero de 2021. Se incluyó como juego complementario dentro de Super Mario 3D World + Bowser's Fury, junto con una versión mejorada de 3D World para Switch. El juego recibió críticas positivas, destacando su mundo abierto, las numerosas desviaciones tanto de 3D World como de anteriores juegos de Mario en 3D, y su enfoque en el diseño no lineal. Las críticas se dirigieron a su falta de refinamiento técnico, los desafíos repetitivos y la intrusión de los eventos de Bowser en Fury. Hasta marzo de 2024, Bowser's Fury había vendido 13,47 millones de unidades en todo el mundo, en colaboración con la versión de 3D World para Switch, lo que lo convierte en uno de los juegos más vendidos de la consola.

## Gameplay
Bowser's Fury es un juego de plataformas de mundo abierto en el que el jugador, como Mario, completa desafíos y recolecta un objeto místico llamado "Cat-Shine" (Similares a las estrellas de poder de Super Mario 64 y Super Mario Galaxy 1 y 2, los Shine-Sprites de Super Mario Sunshine o las Energilunas de Super Mario Odyssey) para liberar a Bowser y el Mar de los Zarpazos del lodo negro que los controla. Su jugabilidad central es similar a la del juego de plataformas Super Mario 3D World de 2013, aunque también adopta elementos introducidos en Super Mario Odyssey.
Eurogamer notó la influencia de Super Mario Sunshine en Bowser's Fury, desde su enfoque rudimentario hacia nuevos conceptos hasta su uso de Bowser Jr. y su deuda con los desafíos de "Mario Oscuro".GameSpot describió el concepto de Bowser's Fury como haber puesto elementos de Super Mario 3D World en la estructura de Super Mario Odyssey.El personaje del jugador, Mario, salta entre plataformas y obstáculos en un entorno 3D. Cada área del mundo presenta un nuevo giro en el juego. Mario colecciona potenciadores de modo que le otorgan habilidades especiales, como Mario de Fuego, Mario Tanuki, Cat Mario y Mario Bumerán.En cada área de Bowser's Fury, Mario recolecta Soles Felinos al completar desafíos de menos de 10 minutos de duración,como atravesar plataformas o recolectar fragmentos de un Sol Felino.Hay 100 Soles Felinos para recolectar en el juego,y cada área independiente tiene cinco, que se muestran en un faro. Después de recolectar un Sol Felino, el juego reconfigura el entorno del área para configurar el próximo desafío de un Sol Felino. A medida que el jugador avanza en el juego, se abren más áreas para el jugador. Mario puede montar sobre la dinosaurio acuática Plessie para navegar entre cada área insular del archipiélagoy para alcanzar los desafíos de un Sol Felino en las aguas del lago, fuera de las áreas insulares.A diferencia de otros juegos de Mario, todas las áreas de Bowser's Fury son accesibles abiertamente sin el uso de un mundo central,niveles tradicionales de Mario conectados sin pantallas de carga ni límites.También a diferencia de Super Mario 3D World, en Bowser's Fury el jugador tiene un control de cámara completo y no fijoy no está restringido a un número de "vidas" de jugador; en cambio, cuando Mario muere, el jugador pierde 50 monedas de su contador, que se reinicia cada 100 monedas debido a que le otorga a Mario un potenciador extra.
Cada pocos minutos, Bowser Furioso despierta y transforma el mundo en una noche apocalíptica, lloviendo fuego cerca del jugador. El evento de furia al estilo de Godzilla puede interrumpir la actividad del jugador cada pocos minutos, pero también brinda nuevas oportunidades de juego, como nuevas plataformas en el cielo y la capacidad de provocar el aliento ardiente de Bowser para destruir obstáculos que de otro modo serían indestructibles. El jugador puede acabar con la tormenta recogiendo un Sol Felino, activando un faro para atravesar la oscuridad.Alternativamente, el jugador puede esperar a que termine el evento o, con suficientes Soles Felinos, optar por enfrentarse directamente a Bowser Furioso en una batalla de kaiju ambientada en un el Mar de los zarpazos de escala reducida.Después de la batalla, Bowser Furioso regresa al lodo y comienza a subir lentamente, lo que indica el momento del próximo evento de furia,ya que el evento de furia no ocurre en un intervalo predecible.Bowser Jr. se une a Mario, a quien el jugador puede dirigir para que interactúe con las marcas en la pared y, opcionalmente, puede configurarse para ayudar al jugador a atacar a los enemigos y recolectar monedas.Alternativamente, un segundo jugador puede controlar a Bowser Jr., con el mismo conjunto de habilidades limitadas. Bowser Jr. también almacena potenciadores para que el jugador pueda cambiar entre las habilidades de los elementos según sea necesario.
El juego básico dura aproximadamente cuatro horas para un jugador promedio, con cuatro horas adicionales de juego para los jugadores interesados en recolectar los 100 "Soles Felinos". Visualmente, el juego se muestra a una velocidad de fotogramas reducida cuando se juega en modo portátil, con caídas en la velocidad de fotogramas durante la acción caótica en pantalla.

## Historia
Mientras camina, Mario descubre un misterioso lodo negro con la forma de una M (que se parece al logotipo de Mario Oscuro de Super Mario Sunshine) en el Reino Champiñón. Después de ser absorbido por él, Mario se encuentra en un archipiélago de islas con temática felina llamado Mar de los zarpazos, que se ha invadido con lodo negro. A su llegada, Mario se encuentra con Bowser Furioso, una versión oscura de Bowser que ha alcanzado un tamaño colosal. Mario encuentra y toma un Cat-Shine, lo que hace que Bowser se retire luego de que el Cat-Shine iluminara un faro de disipa la oscuridad del ambiente. Bowser Jr. aparece y suplica la ayuda de Mario para restaurar a su padre a la normalidad, y Mario acepta de mala gana.
Los dos viajan a través del Mar de los zarpazos para obtener Soles Felinos, con la ayuda de Plessie, la dinosaurio acuática. Después de obtener una cierta cantidad de Cat-Shines, Mario obtiene acceso a "Giga Campana", una variación superpoderosa de la Supercampana. La Giga Campana transforma a Mario en un Giga Mario Felino, una versión colosal de su forma de felino normal, lo que le permite luchar contra Bowser Furioso directamente.
Después de usar las Giga Campanas para luchar contra Bowser Furioso varias veces, Bowser es drenado del lodo que lo transformó. A pesar de esto, sigue siendo colosal y fuera de control, y roba las tres Giga Campanas. Mario logra recuperar las campanas, usando las tres para convertir a Plessie en una gigante y aplastar a Bowser. Bowser vuelve a su tamaño normal y Bowser Jr. rompe su alianza con Mario mientras los dos se retiran. Mario y los gatitos del Mar de los zarpazos celebran su victoria sobre la todavía gigante Plessie. Una serie de pinturas de Bowser Jr. que se muestran durante los créditos explican que él fue el responsable de crear accidentalmente a Bowser Furioso, ya que pintó la cara de Bowser con su pincel mágico mientras dormía como una broma.

## Desarrollo
Bowser's Fury fue desarrollado por Nintendo Entertainment Planning & Development en colaboración con la subsidiara de Nintendo 1-UP Studio, Inc.

## Lanzamiento
Fue lanzado para Nintendo Switch el 12 de febrero de 2021 como parte del Aniversario 35 de Super Mario Bros. celebrado entre septiembre de 2020 a marzo de 2021.
También junto al lanzamiento, se lanzó una variante de la Nintendo Switch conmemorativo de Super Mario.

## Recepción
Super Mario 3D World + Bowser's Fury fue el juego más vendido en febrero de 2021 en Estados Unidos.
Los críticos notaron la naturaleza "experimental" del juego, tanto en su enfoque inventivo del primer mundo completamente abierto de la serie,prediciendo futuros juegos de Mario,y su falta de pulido técnico en relación con los estándares de la serie.ejemplificado por sus notables caídas en la velocidad de fotogramase ideas no perfeccionadas.La incursión del juego en un mundo totalmente abierto desafió la tradición de Mario de "carreras de obstáculos diseñadas meticulosamente" sin prisas, escribió Polygon, y en su lugar se presentó como una sala de juegos de improvisación llena de distracciones coloridas, desordenadas y cálidas.Desde el punto de vista técnico, las caídas de la velocidad de fotogramas del juego hicieron que los críticos de Kotaku desearan un hardware más potente.
Algunos críticos estaban molestos por las frecuentes interrupciones del evento furia de Bowser,especialmente hacia el final del juego,pero otros sintieron una descarga de adrenalina por el desafío adicional y la imprevisibilidad del evento.Después de algunas horas, Ars Technica encontró el juego repetitivo y escaso, volviendo a las mismas áreas para algunos desafíos con solo una novedad menor.GameSpot también reconoció una serie de desafíos repetidos sin inspiración, exacerbados por la intrusión del evento furia de Bowser mientras perseguía algunos de los Cat Shines más difíciles.Polygon apreció la visibilidad de la cuenta regresiva de la furia de Bowser, en comparación con los temporizadores de nivel de Mario de juegos anteriores.
El juego fue nominado a Mejor juego familiar en The Game Awards 2021.